# Mariä Lichtmess (Lindkirchen)

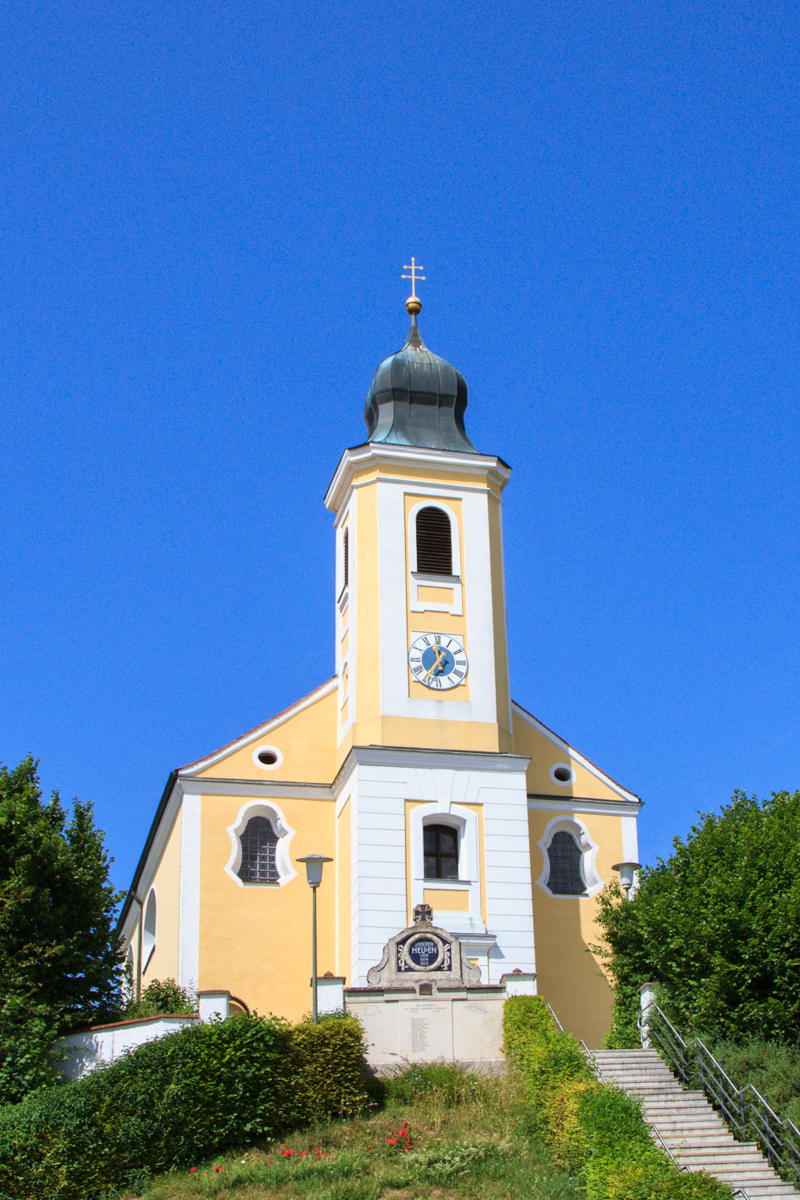
Außenansicht der Pfarrkirche Mariä Lichtmess von Osten

Die römisch-katholische Pfarrkirche Mariä Lichtmess in Lindkirchen, einem Stadtteil von Mainburg im niederbayerischen Landkreis Kelheim, ist eine Saalkirche im Rokokostil, die auf einem Hügel westlich des Abenstals steht. Aufgrund seiner stattlichen Größe wird das Gotteshaus im Volksmund als Mariendom der Hallertau bezeichnet. Es ist als Baudenkmal mit der Nummer D-2-73-147-29 beim Bayerischen Landesamt für Denkmalpflege eingetragen.

## Geschichte
Nachdem der ohnehin stark renovierungsbedürftige Vorgängerbau am 20. April 1748 vom einstürzenden Kirchturm zerstört worden war, wurde in den Jahren 1752 bis 1756 die heutige Pfarrkirche im Rokokostil erbaut. In den letzten beiden Jahren begleitete Pfarrer Johann Peißinger den Bau; auf seinem Grabstein wird er als „Erbauer der Kirche“ bezeichnet. Am 8. August 1756 wurde der Neubau von Weihbischof Georg Freiherr von Stinglheim geweiht. Der ausspringende Turm auf der Ostseite wurde erst nach 1778 ergänzt.

## Architektur

### Außenbau
Für die Bauzeit völlig untypisch, ist der auf einem Hügel gelegene, weithin sichtbare Bau nach Westen ausgerichtet. Der eingezogene Chor umfasst ein quadratisches Joch und eine halbrunden Apsis. Er ist mit dem zwei Fensterachsen umfassenden Langhaus, das im Westen abgerundete Ecken aufweist, unter einem gemeinsamen Satteldach vereinigt. Beide Baukörper verfügen über hochsitzende, rundbogig abschließende Fenster. Auf der Südseite des Chores befindet sich ein zweigeschossiger Sakristeianbau mit Pultdach. Die in Richtung Ortsmitte zeigende Ostfassade bildet die Schauseite der Kirche. Der mittig angeordnete, aus der Fassadenebene hervorspringende Turm wird von zwei geschweift berandeten Fensteröffnungen flankiert. Der nahezu quadratische Turmunterbau besitzt mächtige rustizierte Lisenen. Im Erdgeschoss befindet sich das Kirchenportal mit geradem Sturz, darüber ein Stichbogenfenster. Der etwa auf Höhe der Dachtraufe beginnende Oberbau besitzt gefaste Kanten, allseitige Schallöffnungen. Er wird von einer schmalen, geschweiften Haube bekrönt.

### Innenraum

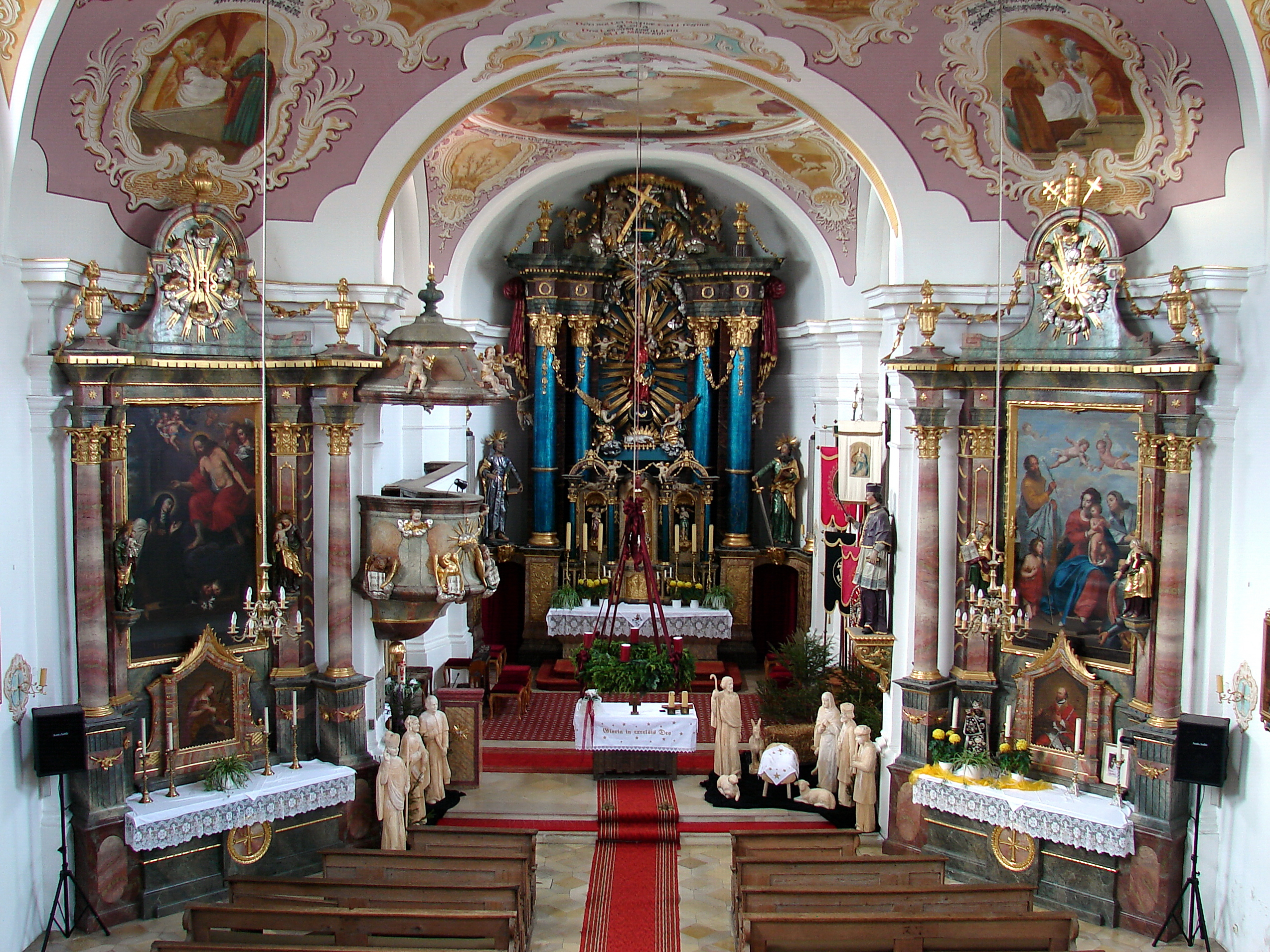
Innenansicht gegen Westen

Das Langhaus wird von einer Spiegeldecke mit Stichkappen überspannt. Die Wandgliederung erfolgt durch toskanische Pilaster. Den Übergang zum Presbyterium vermittelt ein leicht gedrückter Chorbogen. Entlang der Wände des Altarraums zieht sich ein stark profiliertes Gesims, das auf Kapitellhöhe der Wandvorlagen angebracht ist. Das Chorjoch wird von einer flachen „Böhmischen Kappe“ überspannt, der Chorschluss ist als ausgerundete Apsis ausgeführt. Im östlichen Joch ist eine Orgelempore auf schlanken hölzernen Säulen eingezogen.

## Ausstattung
Beim Betreten des Gotteshauses fallen die in Altrosa getünchte Spiegeldecke mit zahlreichen Fresken, welche Szenen aus dem Marienleben zeigen, sowie die zahlreichen gold- und silberglänzenden Verzierungen im Rokokostil auf.

### Hochaltar
Der Hochaltar ist eine klassizistische Anlage aus der Zeit um 1800. Der stattliche Aufbau ruht auf vier türkisfarbenen Rundsäulen mit Kompositkapitellen, die wiederum auf etwa mannshohen Sockeln stehen. Die Säulen tragen ein wuchtiges, verkröpftes Gebälk mit Vasen, das einen Kontrast zu dem beinahe filigran wirkenden Altarauszug bildet. Dort ist die Heilige Dreifaltigkeit dargestellt. Im Zentrum befindet sich eine Darstellung der Mondsichelmadonna mit Jesuskind vor einem Strahlenkranz. Darunter ist der dreiteilige Tabernakel angeordnet, dessen Aufbau vier wiederum türkisfarbenen Säulchen getragen wird. Die mittlere Nische ist durch ein Kreuzigungsrelief ausgezeichnet. In den beiden äußeren Nischen befinden sich Engelsfiguren. Alle drei Nischen sind von Muschelschalen bedeckt. Der Mittelteil schließt rundbogig ab, die beiden Seitenteile werden von filigranen Segmentbögen bekrönt. Am Sockel des Tabernakels befinden sich Reliefs (von links nach rechts) der ehernen Schlange, des letzten Abendmahls und der Samariterin am Jakobsbrunnen. Über den seitlichen, stichbogig abschließenden Durchgängen befinden sich Figuren der Heiligen Petrus (links) und Paulus (rechts) aus der Zeit um 1740.

### Orgel

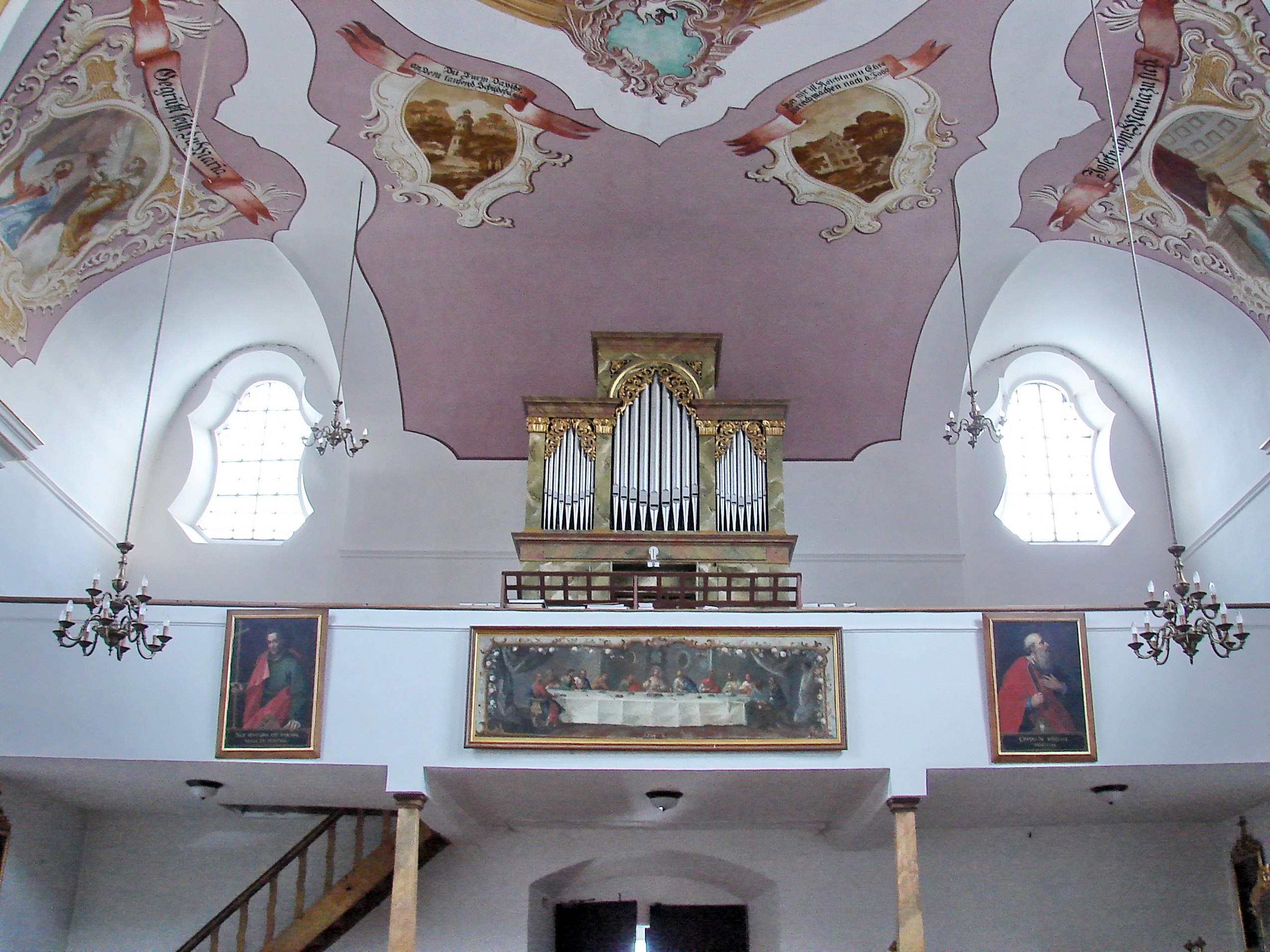
Orgelempore

Die Orgel in einem nachklassizistischen Prospekt wurde 1856 von Johann Ehrlich aus Landshut erbaut und 1979 von Johann Rickert aus Regensburg restauriert. Das als Denkmalorgel eingestufte, rein mechanische Schleifladeninstrument besitzt einen Spielschrank. Es umfasst neun Register auf einem Manual und fest angekoppeltem Pedal. Die Disposition lautet wie folgt:
| I Manual |               |       |
| 1.       | Principal     | 8′    |
| 2.       | Copel         | 8′    |
| 3.       | Gamba         | 8′    |
| 4.       | Octave        | 4′    |
| 5.       | Flauto        | 4′    |
| 6.       | Superoctav    | 2′    |
| 7.       | Mixtur II–III | 1 ⁄2′ |

| Pedal |           |     |
| 8.    | Subbaß    | 16′ |
| 9.    | Violonbaß | 8′  |

### Geläut
Das dreistimmige Geläut wurde im Jahr 1691 von Johann Gordian Schelchshorn in gegossen.